# Diego Colom
|  | No s'ha de confondre amb el seu nebot Diego Colón Moniz, fill d'en Cristòfor Colom. |

Diego Colom (1450?-1515), germà de Cristòfor Colom. Participà en el segon viatge de l'Almirall a les Índies, el 1493, quedant com a president d'un consell de govern a La Hispaniola. El 1495 tornà a la península, en representació del seu germà, per a contrarestar davant els Reis els rumors de desgovern que ja arribaven a la Cort des del Nou Món. Retornà a Santo Domingo, on exercí com a governador. Junt amb els seus germans fou capturat, empresonat i enviat a la península per Francisco de Bobadilla.
El 8 de febrer de 1504 els Reis li concediren la nacionalitat castellana amb el fi de poder tenir càrrecs eclesiàstics. Retornà a l'Illa Hispaniola, el 1509, amb el seu nebot Diego Colón Moniz (governador d'aquesta).
Va tenir una filla il·legitima d'una serventa de la casa del seu nebot, Diego, a Santo Domingo, de la qual es desconeix la data de naixement i mort.
El 1514 retorna a Espanya amb motiu de la mort del seu germà Bartomeu, on es feu càrrec de l'herència d'aquest.
El 21 de febrer de 1515 Diego Colom morí a Sevilla (Andalusia). Fou inicialment enterrat a la capella de Santa Ana del Monestir de Santa María de las Cuevas a la Cartuja de Sevilla, on havien estat traslladades les restes de Cristòfor, el 1509, i on fou enterrat també Diego Colom el 1526 (les restes dels quals foren posteriorment traslladades a Santo Domingo). Les seves restes també foren traslladades, trobant-se, des del 1999, en la seu de la fàbrica de ceràmica Pickman a Santiponce 

## La proves de l'ADN
Per intentar resoldre el dilema de les tombes de Cristòfor Colom, pel fet d'haver-hi dues tombes atribuïdes a l'Almirall, l'una a Santo Domingo i l'altra a Sevilla, els experts han procedit a efectuar una anàlisi comparant les restes humanes que contenen la tomba de la Catedral de Sevilla amb els del seu germà menor Diego, enterrat a la Cartoixa.
El 23 de maig de 2005 el conservador del Museu Pickman, Carles Bayarri, recollia les restes de Diego de Colom després d'acabats els Estudis d'autenticació d'aquests. D'aquests estudis, fets pel Laboratori d'Antropologia Física de la Universitat de Granada (UGR), es desprèn que Diego Colom:
| « | estava molt malalt, posseïa unes condicions físiques lamentables, Per el que probablement no acompanyés l'Almirall en el seu darrer viatge de 1502 per explorar Cuba, Hondures, Costa Rica, Panamà i Jamaica ... i que el germà de Colom, degenerar des de jove, tenia uns 60 anys, patint en vida molts problemes de salut a causa de l'osteoporosi greu que patia, així com una artrosi molt avançada i una artritis que li anquilosava la mà dreta per la que tenia soldats els ossos d'aquesta articulació. | » |

Les restes, que no estan complerts, li falten el crani i la mandíbula que es van perdre als anys 50 del segle xx quan van ser portats a Madrid per dur a terme un estudi, indiquen que 
| « | Diego Colom fou un home que va passar moltes penalitats perquè les vèrtebres mostren enfonsaments considerables | » |

.
Els estudis que havien de confirmar que en la tomba de Sevilla es troben les restes de l'Almirall, van donar resultat positiu en ser comparat l'ADN d'aquests amb el procedent de les restes autentificats de Diego Colom. Pel que fa a les que estan a Amèrica, no s'han pogut efectuar les proves per diferents problemes. S'estima que segurament les dues tombes continguin restes autèntiques de Cristòfor Colom, ja que els que reposen a Sevilla són molt escassos.